# Zdrady
Zdrady – polski serial paradokumentalny emitowany w latach 2013–2017, 2020–2022 na antenach telewizji Polsat i Polsat Café, a od 2025 jako Zdrady II na antenie telewizji Polsat 2 (w zależności od serii), oparty na amerykańskim oryginale Cheaters na licencji KR Production. W każdym odcinku serialu do detektywa Damiana Petrowa zgłasza się osoba podejrzewająca swojego partnera lub swoją partnerkę o zdradę.

## Produkcja

### Geneza serialu
Popularność w Polsce na emisję seriali paradokumentalnych nastąpiła w 2004 roku, kiedy telewizja TVN wyemitowała serial W11 – Wydział Śledczy, który po roku emisji zdobył Telekamerę. W 2006 roku swoją premierę miał serial typu court show Sędzia Anna Maria Wesołowska, zaś w 2008 roku – Sąd rodzinny. W 2010 roku Telewizja Polsat wyemitowała premierowy odcinek Dlaczego ja?, a rok później – Trudne sprawy. Popularność, jaką zyskały oba seriale, zachęciła konkurencyjnych nadawców do produkcji podobnych seriali paradokumentalnych, w wyniku czego pojawił się serial Zdrady (2013) oraz produkcje TVN takie jak: Ukryta prawda (2012) i Szpital (2013).
Jak opisała „Rzeczpospolita”, ważnym elementem dla branży fabularyzowanych dokumentów okazało się uplasowanie serialu Zdrady „w najlepszym, wieczornym paśmie oglądalności, czyli o 20.00 (w czwartki), podczas gdy większość programów scripted docu nadawana była popołudniami”.

### Zdjęcia i castingi
Producentem wykonawczym serialu była wrocławska firma Tako Media na zlecenie Telewizji Polsat. Serial wyreżyserował Okił Khamidow (znany z takich produkcji jak: Pamiętniki z wakacji czy Świat według Kiepskich), zaś zdjęcia kręcono we Wrocławiu, m.in. przy ul. Solskiego oraz w udostępnionych przez wrocławian mieszkaniach.
Producenci wybrali obsadę aktorską w ramach castingów, w których doświadczenie w telewizji nie było wymagane.

Kto ma szansę zagrać w produkcjach Tako Media? Każdy. Młody, stary, nierzucający się w oczy i mający bardzo charakterystyczny wygląd. Nie przeszkadza na przykład nadwaga czy tatuaże. Nowe twarze są potrzebne, ponieważ Tako Media realizują obecnie 11 programów, wśród nich znane wszystkim Trudne sprawy, Dlaczego ja? czy Zdrady.

## Charakterystyka formatu
W każdym odcinku zgłasza się osoba podejrzewająca swojego partnera lub partnerkę o zdradę. Detektyw Damian Petrow spotyka się osobiście z osobami zgłaszającymi się do programu. Następnie prowadzi śledztwo, obserwując drugą połówkę zleceniodawcy. Po zapoznaniu się z wynikami pracy detektywa zleceniodawca decyduje, czy zaprzestać dochodzenia, czy też je kontynuować i przyłapać swoją drugą połówkę na gorącym uczynku. Zdradzonych partnerów wspiera psycholog, a na koniec następuje konfrontacja.
W serialu często pojawia się element metafilmowy (ang. self-TV) – obecność na ekranie ekipy realizacyjnej nagrywającej losy bohaterów.
Pierwszy odcinek serialu przedstawiał historię żony, która zdradzała swojego męża, bo ten zachorował na tarczycę i za bardzo przytył po ślubie.

## Emisja w telewizji
| Zdrady    | Zdrady       | Zdrady                      | Zdrady                      | Zdrady                      | Zdrady                      | Zdrady                      |
| Seria     | Odcinki      | Pierwsza emisja telewizyjna | Pierwsza emisja telewizyjna | Pierwsza emisja telewizyjna | Pierwsza emisja telewizyjna | Pierwsza emisja telewizyjna |
| Seria     | Odcinki      | Sezon                       | Początek emisji             | Koniec emisji               | Pora emisji                 | Stacja telewizyjna          |
| --------- | ------------ | --------------------------- | --------------------------- | --------------------------- | --------------------------- | --------------------------- |
| 1.        | 1–13 (13)    | wiosna 2013                 | 28 lutego 2013              | 23 maja 2013                | czwartek 20.05              | Polsat                      |
| 2.        | 14–26 (13)   | jesień 2013                 | 5 września 2013             | 28 listopada 2013           | czwartek 20.05              | Polsat                      |
| 3.        | 27–39 (13)   | wiosna 2014                 | 6 marca 2014                | 29 maja 2014                | czwartek 20.05              | Polsat                      |
| 4.        | 40–51 (12)   | jesień 2014                 | 4 września 2014             | 20 listopada 2014           | czwartek 20.05              | Polsat                      |
| 5.        | 52–63 (12)   | wiosna 2015                 | 5 marca 2015                | 21 maja 2015                | czwartek 20.05              | Polsat                      |
| 6.        | 64–75 (12)   | jesień 2015                 | 3 września 2015             | 26 listopada 2015           | czwartek 20.05              | Polsat                      |
| 7.        | 76–87 (12)   | wiosna 2016                 | 3 marca 2016                | 19 maja 2016                | czwartek 22.05              | Polsat                      |
| 8.        | 88–99 (12)   | jesień 2016                 | 1 września 2016             | 17 listopada 2016           | czwartek 22.05              | Polsat                      |
| 9.        | 100–111 (12) | wiosna 2017                 | 2 marca 2017                | 18 maja 2017                | czwartek 22.05              | Polsat                      |
| 10.       | 112–123 (12) | jesień 2017                 | 7 września 2017             | 23 listopada 2017           | czwartek 22.05              | Polsat                      |
| 11.       | 124–133 (10) | wiosna 2020                 | 5 marca 2020                | 7 maja 2020                 | czwartek 22.10              | Polsat                      |
| 12.       | 134–173 (40) | wiosna 2021                 | 5 kwietnia 2021             | 28 maja 2021                | poniedziałek–piątek 20.00   | Polsat Café                 |
| 13.       | 174–197 (24) | wiosna 2022                 | 9 kwietnia 2022             | 26 czerwca 2022             | sobota–niedziela 20.00      | Polsat Café                 |
| Zdrady II |              |                             |                             |                             |                             |                             |
| Seria     | Odcinki      | Pierwsza emisja telewizyjna | Pierwsza emisja telewizyjna | Pierwsza emisja telewizyjna | Pierwsza emisja telewizyjna | Pierwsza emisja telewizyjna |
| Seria     | Odcinki      | Sezon                       | Początek emisji             | Koniec emisji               | Pora emisji                 | Stacja telewizyjna          |
| 1.        | 1–60 (60)    | wiosna 2025                 | 31 marca 2025               | 10 lipca 2025               | poniedziałek–czwartek 22.00 | Polsat 2                    |

W lutym 2018 Telewizja Polsat podała do informacji, że serial nie zostanie przedłużony o kolejną serię. Został on zastąpiony programem Wyjdź za mnie. W lutym 2020 ogłoszono powrót serialu, a premiera 11. serii odbyła się 5 marca 2020 roku. W roku 2021 premierową emisję serialu przeniesiono do Polsat Café, zaś wiosną 2025 roku premierową emisję serialu przeniesiono do Polsatu 2.

## Obsada
| Aktor               | Rola                          | Okres występowania |
| ------------------- | ----------------------------- | ------------------ |
| Damian Rabstajn     | detektyw Damian Petrow        | serie 1–13         |
| Marcin Malik        | detektyw Marcin Kosmala       | serie 12–13        |
| Łukasz Losa         | psycholog Mateusz Borkowski   | seria 13           |
| Monika Matjas       | psycholog Monika Toruńska     | seria 13           |
| Karolina Kasperek   | psycholog Karolina Głowacka   | serie 1–2, 4–8     |
| Karolina Twardowska | psycholog Karolina Twardowska | seria 3            |
| Anna Skubik         | psycholog Monika Sadowska     | seria 9            |
| Roksana Roguś       | psycholog Julia Panko         | seria 10           |
| Agata Pisiewicz     | psycholog Agata Adamczyk      | serie 11–12        |

## Odbiór
Po emisji premierowego odcinka serialu obejrzanego przez 2,3 mln widzów, serial wzbudził sporo kontrowersji w internecie. Serwis NaTemat.pl określił produkcję jako „porno-żenadę”. Wśród internautów budził głównie niesmak, ale pojawiły się również pozytywne opinie. Sam producent serialu podkreślił, że spodziewał się takiej reakcji, gdyż jego program powinien budzić emocje. Łącznie pierwszą serię oglądało średnio 1,91 mln widzów, co dało stacji udziały na poziomie 12,5%. Podczas emisji serialu telewizja Polsat była stacją trzeciego wyboru, przegrywając z TVP1 oraz TVN. Produkcja poprawiła wynik pasma o około 23%, a udziały w rynku w grupie komercyjnej wzrosły o 16,5 proc. w stosunku do analogicznego okresu w poprzednim roku. Przychody z reklam przy serialu wyniosły 13 745 245 złotych.
Według danych Nielsen Audience Measurement dla serwisu Press.pl, w okresie od 1 września do 23 października 2014 serial Zdrady był trzecim z kolei najpopularniejszym w Polsce telewizyjnym serialem paradokumentalnym – odcinek z 23 października 2014 przyciągnął 2,13 mln widzów. 
Ósma seria serialu została obejrzana przez średnio 1,32 mln osób. Telewizja Polsat w czasie emisji serialu wygrała ze wszystkimi swoimi głównymi konkurentami w rynku telewizyjnym. Wpływy z reklam wyniosły 13,79 mln złotych. Największą widownię zgromadził odcinek z 13 października, który zgromadził średnio 1,6 mln widzów.

Lubię filmy dokumentalne z cyklu 07 zgłoś się albo program Zdrady, to krwawa duchowa pornografia